# Campeonato Mundial de Snowboard de 2017 - Snowboard cross feminino
A prova do snowboard cross feminino do Campeonato Mundial de Snowboard de 2017 foi disputada entre 10 e 12 de março  em Serra Nevada na Espanha. 28 atletas de 12 nacionalidades participaram do evento.

## Medalhistas
| Ouro                     | Prata                 | Bronze               |
| Lindsey Jacobellis (USA) | Chloe Trespeuch (FRA) | Michela Moioli (ITA) |

## Resultado qualificatório
A seguir estão os resultados da qualificação. 
| Colocação | Bib | Nome                 | Nacionalidade  | Descida 1 | Colocação | Descida 2 | Colocação | Melhor  | Diff   | Notas |
| --------- | --- | -------------------- | -------------- | --------- | --------- | --------- | --------- | ------- | ------ | ----- |
| 1         | 8   | Eva Samkova          | Chéquia        | 1:14.61   | 1         |           |           | 1:14.61 |        | Q     |
| 2         | 13  | Lindsey Jacobellis   | Estados Unidos | 1:14.86   | 2         |           |           | 1:14.86 | +0.25  | Q     |
| 3         | 9   | Michela Moioli       | Itália         | 1:15.25   | 3         |           |           | 1:15.25 | +0.64  | Q     |
| 4         | 14  | Faye Gulini          | Estados Unidos | 1:15.25   | 3         |           |           | 1:15.25 | +0.64  | Q     |
| 5         | 3   | Nelly Moenne Loccoz  | França         | 1:16.56   | 5         |           |           | 1:16.56 | +1.95  | Q     |
| 6         | 1   | Zoe Bergermann       | Canadá         | 1:16.96   | 6         |           |           | 1:16.96 | +2.35  | Q     |
| 7         | 6   | Carle Brenneman      | Canadá         | 1:17.46   | 7         |           |           | 1:17.46 | +2.85  | Q     |
| 8         | 10  | Charlotte Bankes     | França         | 1:17.86   | 8         |           |           | 1:17.86 | +3.25  | Q     |
| 9         | 4   | Mariya Vasiltsova    | Rússia         | 1:17.91   | 9         |           |           | 1:17.91 | +3.30  | Q     |
| 10        | 15  | Tess Critchlow       | Canadá         | 1:18.36   | 10        |           |           | 1:18.36 | +3.75  | Q     |
| 11        | 17  | Zoe Gillings-Brier   | Grã-Bretanha   | 1:19.55   | 11        |           |           | 1:19.55 | +4.94  | Q     |
| 12        | 19  | Manon Petit          | França         | 1:20.50   | 12        |           |           | 1:20.50 | +5.89  | Q     |
| 13        | 7   | Chloe Trespeuch      | França         | DNF       |           | 1:15.03   | 1         | 1:15.03 | +0.42  | q     |
| 14        | 12  | Raffaella Brutto     | Itália         | DNF       |           | 1:18.16   | 2         | 1:18.16 | +3.55  | q     |
| 15        | 23  | Yulia Lapteva        | Rússia         | DNF       |           | 1:20.01   | 3         | 1:20.01 | +5.40  | q     |
| 16        | 5   | Alexandra Jekova     | Bulgária       | DNF       |           | 1:20.87   | 4         | 1:20.87 | +6.26  | q     |
| 17        | 24  | Vendula Hopjakova    | Chéquia        | 1:24.27   | 13        | 1:24.69   | 5         | 1:24.27 | +9.66  | q     |
| 18        | 27  | Maisie Potter        | Grã-Bretanha   | DSQ       |           | 1:25.46   | 6         | 1:25.46 | +10.85 | q     |
| 19        | 20  | Sofia Belingheri     | Itália         | 1:31.09   | 18        | 1:26.69   | 7         | 1:26.69 | +12.08 | q     |
| 20        | 22  | Zuzanna Smykala      | Polónia        | 1:26.79   | 14        | 1:33.86   | 12        | 1:26.79 | +12.18 | q     |
| 21        | 16  | Rosina Mancari       | Estados Unidos | DNF       |           | 1:27.82   | 8         | 1:27.82 | +13.21 | q     |
| 22        | 28  | Sara Veselkova       | Chéquia        | 1:29.44   | 15        | 1:30.04   | 10        | 1:29.44 | +14.83 | q     |
| 23        | 26  | Katerina Louthanova  | Chéquia        | 1:29.80   | 16        | 1:49.12   | 13        | 1:29.80 | +15.19 | q     |
| 24        | 18  | Isabel Clark Ribeiro | Brasil         | 1:30.59   | 17        | 1:29.99   | 9         | 1:29.99 | +15.38 | q     |
| 25        | 17  | Hanna Ihedioha       | Alemanha       | DNF       |           | 1:31.30   | 11        | 1:31.10 | +16.49 |       |
|           | 2   | Meryeta Odine        | Canadá         | DNF       |           | DNS       |           |         |        |       |
|           | 11  | Belle Brockhoff      | Austrália      | DNS       |           | DNS       |           |         |        |       |
|           | 21  | Francesca Gallina    | Itália         | DNS       |           | DNS       |           |         |        |       |

## Fase eliminatória
A seguir estão os resultados das eliminatórias.  Os 24 melhores qualificados avançaram para as quartas de final. A partir daí foram formados grupos de 6 pessoas com as 3 melhores corridas avançando de fase.

### Quartas de final
| Posição | Bib | Nome                 | Nacionalidade | Notas |
| ------- | --- | -------------------- | ------------- | ----- |
| 1       | 1   | Eva Samkova          | Chéquia       | Q     |
| 2       | 16  | Alexandra Jekova     | Bulgária      | Q     |
| 3       | 17  | Vendula Hopjakova    | Chéquia       | Q     |
| 4       | 24  | Isabel Clark Ribeiro | Brasil        |       |
| 5       | 9   | Mariya Vasiltsova    | Rússia        |       |
| DNF     | 8   | Charlotte Bankes     | França        |       |

| Posição | Bib | Nome                | Nacionalidade  | Notas |
| ------- | --- | ------------------- | -------------- | ----- |
| 1       | 13  | Chloe Trespeuch     | França         | Q     |
| 2       | 5   | Nelly Moenne Loccoz | França         | Q     |
| 3       | 12  | Manon Petit         | França         | Q     |
| 4       | 4   | Faye Gulini         | Estados Unidos |       |
| 5       | 21  | Rosina Mancari      | Estados Unidos |       |
| 6       | 20  | Zuzanna Smykala     | Polónia        |       |

| Posição | Bib | Nome               | Nacionalidade | Notas |
| ------- | --- | ------------------ | ------------- | ----- |
| 1       | 3   | Michela Moioli     | Itália        | Q     |
| 2       | 14  | Raffaella Brutto   | Itália        | Q     |
| 3       | 11  | Zoe Gillings-Brier | Grã-Bretanha  | Q     |
| 4       | 19  | Sofia Belingheri   | Itália        |       |
| 5       | 22  | Sara Veselkova     | Chéquia       |       |
| DNS     | 6   | Zoe Bergermann     | Canadá        |       |

| Posição | Bib | Nome                | Nacionalidade  | Notas |
| ------- | --- | ------------------- | -------------- | ----- |
| 1       | 2   | Lindsey Jacobellis  | Estados Unidos | Q     |
| 2       | 7   | Carle Brenneman     | Canadá         | Q     |
| 3       | 15  | Yulia Lapteva       | Rússia         | Q     |
| 4       | 18  | Maisie Potter       | Grã-Bretanha   |       |
| 5       | 23  | Katerina Louthanova | Chéquia        |       |
| DNS     | 10  | Tess Critchlow      | Canadá         |       |

### Semifinal
| Posição | Bib | Nome                | Nacionalidade | Notas |
| ------- | --- | ------------------- | ------------- | ----- |
| 1       | 13  | Chloe Trespeuch     | França        | Q     |
| 2       | 12  | Manon Petit         | França        | Q     |
| 3       | 16  | Alexandra Jekova    | Bulgária      | Q     |
| 4       | 17  | Vendula Hopjakova   | Chéquia       |       |
| 5       | 5   | Nelly Moenne Loccoz | França        |       |
| DSQ     | 1   | Eva Samkova         | Chéquia       |       |

| Posição | Bib | Nome               | Nacionalidade  | Notas |
| ------- | --- | ------------------ | -------------- | ----- |
| 1       | 2   | Lindsey Jacobellis | Estados Unidos | Q     |
| 2       | 14  | Raffaella Brutto   | Itália         | Q     |
| 3       | 3   | Michela Moioli     | Itália         | Q     |
| 4       | 7   | Carle Brenneman    | Canadá         |       |
| 5       | 11  | Zoe Gillings-Brier | Grã-Bretanha   |       |
| DSQ     | 15  | Yulia Lapteva      | Rússia         |       |

### Final
Pequena final
| Posição | Bib | Nome                | Nacionalidade | Notas |
| ------- | --- | ------------------- | ------------- | ----- |
| 7       | 5   | Nelly Moenne Loccoz | França        |       |
| 8       | 7   | Carle Brenneman     | Canadá        |       |
| 9       | 11  | Zoe Gillings-Brier  | Grã-Bretanha  |       |
| 10      | 15  | Yulia Lapteva       | Rússia        |       |
| 11      | 17  | Vendula Hopjakova   | Chéquia       |       |
| 12      | 1   | Eva Samkova         | Chéquia       |       |

Grande final
| Posição           | Bib | Nome               | Nacionalidade  | Notas |
| ----------------- | --- | ------------------ | -------------- | ----- |
| Medalha de ouro   | 2   | Lindsey Jacobellis | Estados Unidos |       |
| Medalha de prata  | 13  | Chloe Trespeuch    | França         |       |
| Medalha de bronze | 3   | Michela Moioli     | Itália         |       |
| 4                 | 16  | Alexandra Jekova   | Bulgária       |       |
| 5                 | 12  | Manon Petit        | França         |       |
| 6                 | 14  | Raffaella Brutto   | Itália         |       |

Legenda
| Recorde mundial       | Recorde mundial (World record)               |                       | Recorde africano                      | Recorde africano (African) |                                           | Q | Classificado por posição (Qualified) |
| Recorde do campeonato | Recorde do campeonato (Championship record)  | Recorde da América    | Recorde da América (Americas)         | q                          | Classificado por melhor tempo (Qualified) |   |                                      |
| Melhor marca do ano   | Melhor marca do ano (World leading)          | Recorde asiático      | Recorde asiático (Asian)              | DNS                        | Não largou (Did not start)                |   |                                      |
| Recorde nacional      | Recorde nacional (National record)           | Recorde europeu       | Recorde europeu (European)            | DNF                        | Não terminou (Did not finish)             |   |                                      |
| Recorde pessoal       | Recorde pessoal do atleta (Personal best)    | Recorde da Oceania    | Recorde da Oceania (Oceania)          | DSQ / DQ                   | Desclassificado (Disqualified)            |   |                                      |
| Recorde da temporada  | Recorde da temporada do atleta (Season best) | Recorde sul-americano | Recorde sul-americano (South America) | NM                         | Sem marca (No mark)                       |   |                                      |